# دونالد غولدفارب
دونالد غولدفارب (بالإنجليزية: Donald Goldfarb)‏ هو أستاذ جامعي ورياضياتي أمريكي، ولد في 14 أغسطس 1941 في نيويورك في الولايات المتحدة.